# Ascophyllum nodosum

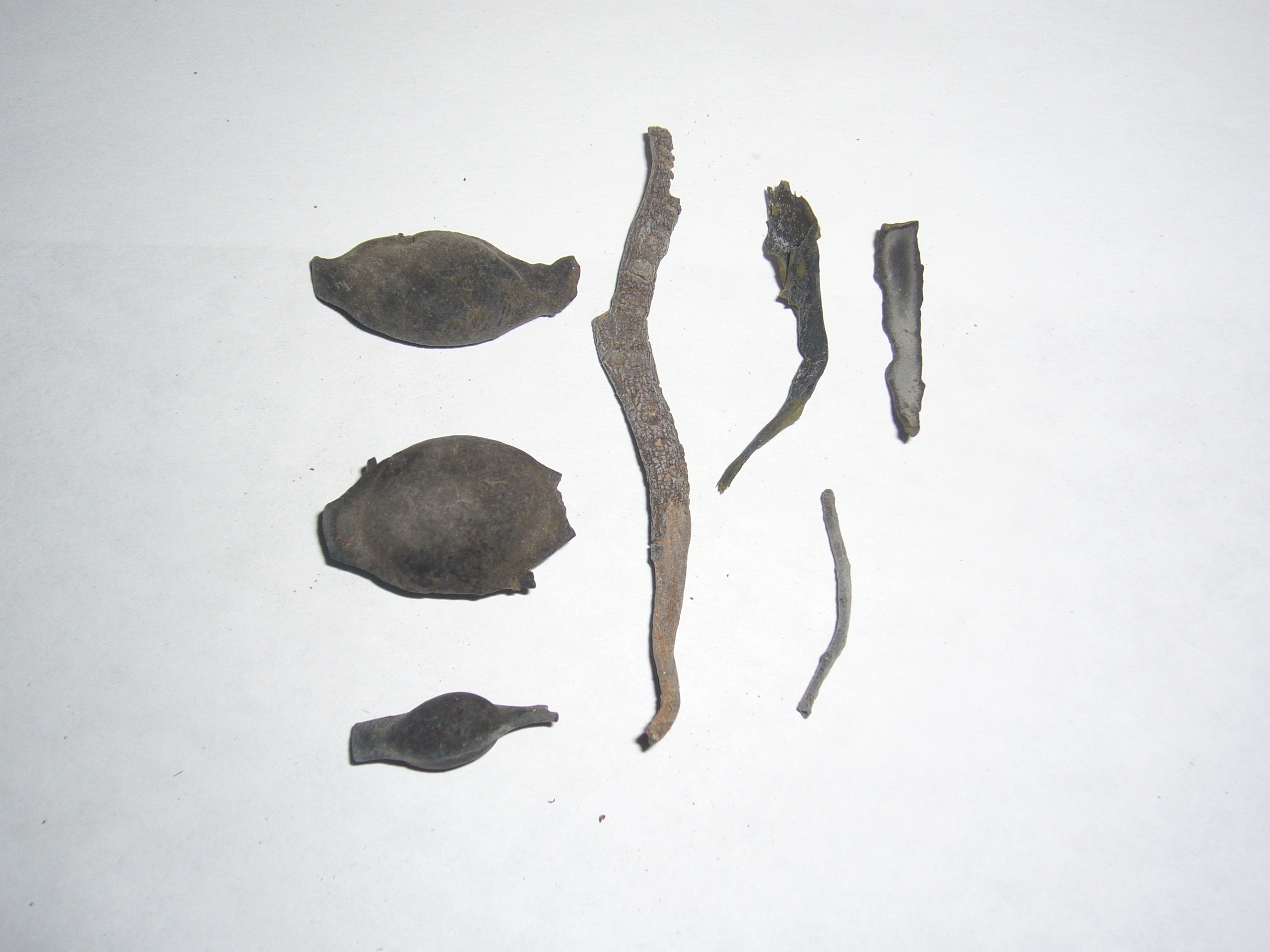
Talo deshidratado de Ascophyllum nodosum.

Ascophyllum nodosum es una especie de alga marrón común (Phaeophyceae) de la familia Fucaceae, siendo la única especie en el genus Ascophyllum. Es un alga  del Océano Atlántico Norte, también conocido como alga de roca o kelp noruego. Es común en la costa occidental de Europa (de Svalbard a Portugal) incluyendo Groenlandia y de la costa noreste de América del Norte.

## Descripción
A. nodosum posee ramas largas e irregulares con vejigas de aire con forma de huevo puestas en serie en intervalos regulares en la fronda. La fronda puede alcanzar los 2 metros de longitud y se sujeta a las rocas por un rizoide. Es de color verde oliva y marrón.

## Ecología

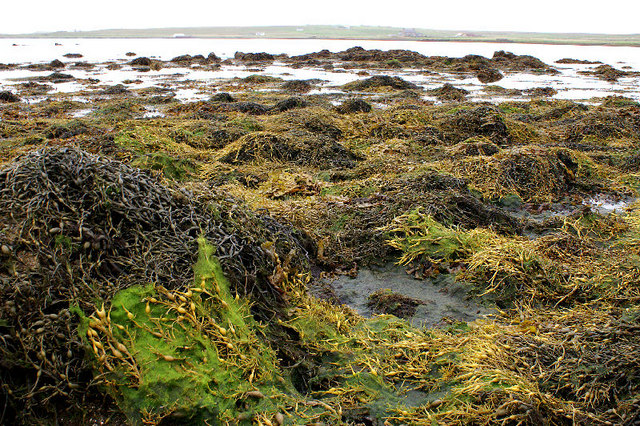
A. nodosum en una playa de Reino Unido durante la marea baja.

A. nodosum se encuentra mayoritariamente en zonas rocosas de la orillas de la costa, donde incluso puede convertirse en la especie dominante en la zona litoral.
La especie se encuentra en una amplia variedad de hábitats costeros como estuarios o zonas costeras más expuestas, aunque es más raro. Esta alga crece bastante despacio, 0.5% por día, y puede vivir entre 10 y 15 años. Puede encontrarse con especies como Fucus vesiculosus y Fucus serratus. Su distribución es también limitada por la salinidad, la exposición ondulatoria, la temperatura, la desecación, y la tensión general. Pueda tardar aproximadamente cinco años en devenir fértil.
Florotaninos en A. nodosum actúan como defensas químicas contra el caracol herbívoro marino, Littorina littorea.

## Distribución
Esta especie ha sido vista en Europa en las Islas Feroe, Noruega, Irlanda, Gran Bretaña y la Isla de Man, llegando a la costa norte de España y Portugal, y en América del Norte de la Bahía de Fundy, Nueva Escocia, Isla de Baffin, Estrecho de Hudson, Labrador, y Terranova. Ha sido avistada como introducción accidental cerca de San Francisco, California, y erradicado como potencial especie invasora.
En las costas de Hamburgo Alemania,se cultivan para uso en agricultura,actualmente hay un tratado comercial entre Alemania y España por parte de la empresa MCA Algas y Derivados donde reciben las algas y mediante un tratamiento de extracción para conservar las propiedades fisicoquímicas y biológicas de las células de las algas marinas se destinan para su uso en agricultura como fertilizante natural.

## Usos
A. nodosum es cultivado para uso en algínicos, fertilizante, y la fabricación de comida para consumo animal y humano. Medicina l. Contiene ácidos orgánicos, polisacáridos, aminoácidos, y proteínas, por lo que se considera muy beneficioso y es ampliamente utilizado en agricultura. Irlanda, Escocia y Noruega han proporcionado el principal suministro de ácido algínico del mundo.

## Química
A. nodosum contiene los florotaninos tetraphlorethol C y tetrafucol A.
a. nodosum contiene ácido algínico.